# The Essential Bob Dylan
The Essential Bob Dylan är den fjärde officiella samlingsskivan av Bob Dylan. Den gavs ut som en dubbel-cd i oktober 2000.
Några kritiker har noterat att flera viktiga låtar fattas men trots detta är skivan en populär inkörsport till Bob Dylans musikaliska värld. 

## Låtlista
Låtarna skrivna av Bob Dylan, där inget annat namn anges.

### CD 1
1. "Blowin' in the Wind" - 2:48
2. "Don't Think Twice, It's All Right" - 3:39
3. "The Times They Are a-Changin'" - 3:13
4. "It Ain't Me, Babe" - 3:35
5. "Maggie's Farm" - 3:54
6. "It's All Over Now, Baby Blue" - 4:16
7. "Mr. Tambourine Man" - 5:28
8. "Subterranean Homesick Blues" - 2:19
9. "Like a Rolling Stone" - 6:09
10. "Positively 4th Street" - 3:55
11. "Just Like a Woman" - 4:52
12. "Rainy Day Women No. 12 & 35" - 4:36
13. "All Along the Watchtower" - 2:32
14. "Quinn the Eskimo (The Mighty Quinn)" - 2:20
15. "I'll Be Your Baby Tonight" - 2:39

### CD 2
1. "Lay, Lady, Lay" - 3:18
2. "If Not for You" - 2:41
3. "I Shall Be Released" - 3:04
4. "You Ain't Goin' Nowhere" - 2:45
5. "Knockin' on Heaven's Door" - 2:32
6. "Forever Young" - 4:58
7. "Tangled Up In Blue" - 5:43
8. "Shelter from the Storm" - 5:03
9. "Hurricane" (Bob Dylan, Jaques Levy) - 8:34
10. "Gotta Serve Somebody" - 5:25
11. "Jokerman" - 6:17
12. "Silvio" (Bob Dylan, Robert Hunter) - 3:08
13. "Everything Is Broken" - 3:14
14. "Not Dark Yet" - 6:30
15. "Things Have Changed" - 5:08